# Бане, Сиди
Сиди́ Бане́ (фр. Sidi Bane; род. 14 января 2004, Пир-Гуреи, Тиес) — сенегальский футболист, защитник клуба «Ланс», выступающий на правах аренды за клуб «Анси».

## Карьера

### БАТЭ

#### Начало карьеры
Начинал заниматься футболом в центре спортивного образования города Пир-Гуреи. Первым тренером игрока был Эльхаджи Мбенг. Позже стал игроком сенегальского клуба «Юнион Пир-Гуреи». В апреле 2022 года перешёл в белорусский клуб БАТЭ. Дебютировал за клуб 28 мая 2022 года в матче Высшей лиги против брестского «Динамо», выйдя на замену на 82 минуте вместо Якова Филиповича. Свой дебютный матч в европейском кубковом турнире сыграл 27 июля 2022 года в рамках квалификационного раунда Лиги конференций УЕФА против турецкого клуба «Коньяспор». Весь сезон оставался игроком запаса, только в самой его концовке стал получать больше игровой практики, выходя на поле в стартовом составе борисовской команды и затем проводя матчи от свистка до свистка.

#### Сезон 2023
В январе 2023 года футболист вместе с клубом продолжил готовиться к новому сезону. Первый матч за клуб сыграл 4 марта 2023 года в рамках Кубка Белоруссии против бобруйской «Белшины». Вышел в полуфинал Кубка Белоруссии, победив бобруйский клуб 11 марта 2023 года в ответном четвертьфинальном матче, забив свой дебютный гол. Первый матч в чемпионате сыграл 18 марта 2023 года против «Гомеля». Свой дебютный гол в рамках Высшей лиги забил 8 апреля 2023 года в матче против «Минска». По итогу полуфинальных матчей Кубка Белоруссии обыграл гродненский «Неман» и вышел в финал. Стал серебряным призёром Кубка Белоруссии, где в финале 28 мая 2023 года уступил жодинскому «Торпедо-БелАЗ». В июле 2023 года футболист вместе с клубом отправился на квалификационные матчи Лиги чемпионов УЕФА. Первый матч в рамках еврокубкового турнира сыграл 11 июля 2023 года против албанского клуба «Партизани». Во втором квалификационном раунде футболист с клубом по сумме матчей уступил кипрскому «Арису» и отправился выступать в квалификации Лиги Европы УЕФА. В рамках квалификаций Лиги Европы УЕФА вместе с клубом уступил молдавскому «Шерифу» и выбыл в квалификационный раунд плей-офф Лиги конференций УЕФА. Сам футболист также отличился забитым голом в первом матче против молдавского клуба. В квалификационном раунде плей-офф Лиги конференций УЕФА футболист вместе с клубом уступил по сумме матчей косоварскому «Балкани» и закончил еврокубковую компанию. В сентябре 2023 года появилась информация об интересе к футболисту со стороны ближневосточных клубов. Вскоре футболист прибыл на просмотр в эмиратский клуб «Аль-Джазира», однако до подписания полноценного контракта дело не дошло, так как футболист провалил медосмотр. Затем футболист вернулся в распоряжение БАТЭ, где стал восстанавливаться от травмы. На протяжении сезона футболист был одним из ключевых игроков клуба, отличившись 5 забитыми голами во всех турнирах. По итогу сезона вместе с клубом завершил чемпионат на итоговом пятом месте.

#### Сезон 2024
В январе 2024 года по информации источников к футболисту проявлял интерес турецкий клуб «Коньяспор». Также в конце января 2024 года футболист приступил к индивидуальным тренировкам с борисовским БАТЭ после восстановления от травмы. Новый сезон футболист начал 10 марта 2024 года с ответного четвертьфинального матча Кубка Белоруссии против минского «Динамо», выйдя на поле в стартовом составе. Первый матч в чемпионате футболист сыграл 16 марта 2024 года против «Минска», выйдя на поле в стартовом составе. В марте 2024 года появилась информация, что к футболисту имеется конкретный интерес со стороны французского «Ланса». Также в скором времени сообщалось, что сумма трансфера может составить порядка 300 тысяч евро. В начале мая 2024 года главный тренер борисовского клуба Игорь Криушенко сообщил, что футболист уже получил французскую визу для перехода во французский клуб. В скором времени французские источники сообщали, что футболист уже подписал контракт с «Лансом». В июне 2024 года футболист официально покинул белорусский клуб. За первую часть сезона-2024 отыграл за борисовчан шесть матчей и результативными действиями не отметился.

### «Ланс»
В августе 2024 года футболист присоединился к французскому «Лансу», подписав четырёхлетний контракт и отправившись в распоряжение второй команды. Дебютный матч за второй состав футболист сыграл 24 августа 2024 года против сен-кантенского «Олимпика», выйдя на поле в стартовом составе. В 9 встречах за вторую команду заработал 3 желтые карточки. 
В январе 2025 года перешел в «Анси» (Франция, Д2) на правах аренды до конца сезона.
В августе 2025 года подписал контракт с португальским клубом АВС САД.